# سرجیو ادواردو فریرا دا کانیا
سرجیو ادواردو فریرا دا کانیا (به پرتغالی: Sérgio Eduardo Ferreira Cunha) مهاجم اهل برزیل است که در شهر ریودو ژانیرو و در تاریخ ۱۵ اکتبر ۱۹۷۲ به دنیا آمده‌است.
سرجیو ادواردو فریرا دا کانیا در تیم‌های فوتبال Portuguesa-RJ سابقهٔ حضور دارد.